# چیاکی کوبایاشی
چیاکی کوبایاشی (انگلیسی: Chiaki Kobayashi; ۴ ژوئن ۱۹۹۴ – ) صداپیشه اهل ژاپن بود.